# Explosielassen
Explosielassen, ook wel schokgolflassen genoemd is een verbindingstechniek die gebruikmaakt van het versmeltingprincipe om twee materialen aan elkaar te verbinden. Het is een uitermate gewelddadig proces dat alleen door gespecialiseerde bedrijven kan worden uitgevoerd.

## Kenmerken
Deze lastechniek wordt gerekend tot de categorie 'druklassen'. Bij dit proces speelt smelthitte geen noemenswaardige rol. Het kenmerk van het explosielassen is dat door een enorme druk een zeer kleine laag (0,1 mm) zeer kortdurend smelt. Deze laag verbindt beide materialen aan elkaar in een zogenaamde overgangslaag. De techniek wordt voornamelijk gebruikt om twee platen van verschillende materialen, met sterk verschillende smeltpunten, zoals staal en aluminium, op elkaar te lassen. Bij explosielassen is de las zo sterk als het zwakste van de gebruikte onderdelen.

## Proces

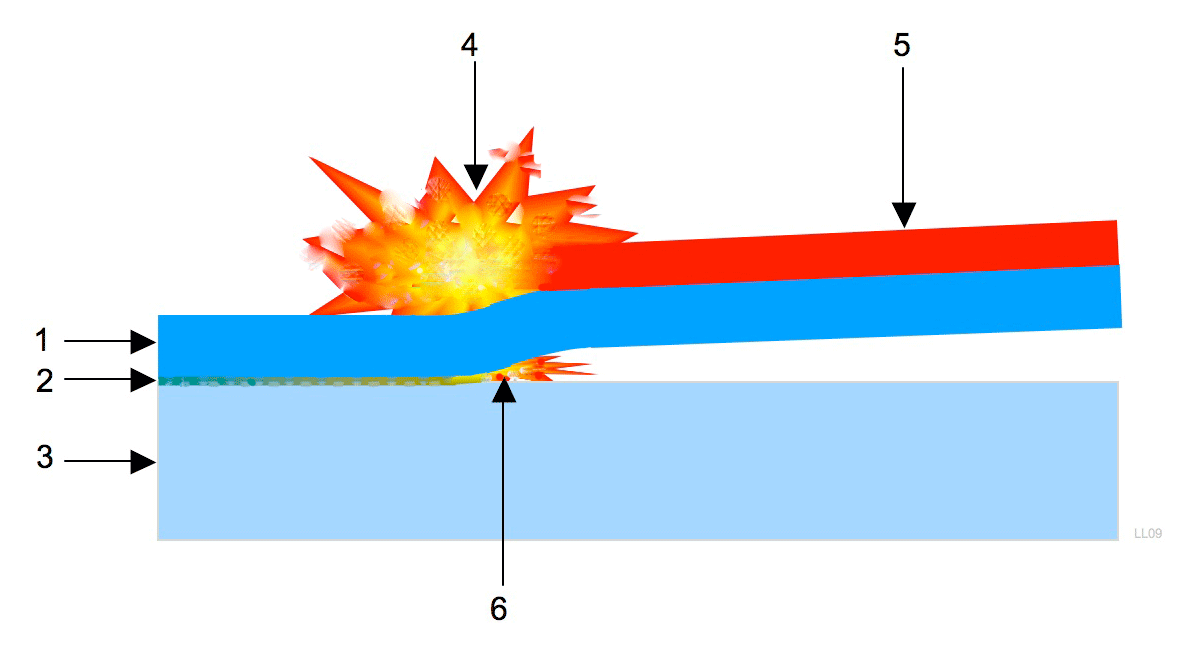
Explosielassen. 1 Deklaag. 2 Smeltlaag. 3. Basismateriaal. 4 Explosie. 5 Laag explosief materiaal. 6 Plasma jet

Het te verbinden plaatdeel (1) wordt onder een hoek van 2° tot 30° ten opzichte van een ander plaatdeel (3) geplaatst. Op het plaatdeel (1) wordt een gelijkmatig verdeeld explosief materiaal (5) aangebracht. Tijdens de explosie (4) wordt, door de schokgolf, het plaatdeel met een snelheid van meer dan 100 m/s tegen het andere plaatdeel (3) aangedrukt. De hierbij vrijkomende kinetische energie wordt lokaal omgezet in warmte. Hierdoor ontstaat er lokaal een plasmajet (6). Deze plasmajet blaast het oppervlak schoon. Hierdoor worden eventueel aanwezige oxiden weggeblazen. Ook maakt de plasmajet een dun laagje van beide oppervlakken plastisch. Tevens zorgt de kracht die op beide plaatdelen wordt uitgeoefend ervoor dat de atomen in elkaar worden gedrukt. Hierdoor ontstaat er een atomaire binding.
Er bestaan verschillende theorieën over het precieze bindingsmechanisme. Er wordt aangenomen dat door de hoge snelheid van het bindingsproces de materialen zich zeer kortstondig in de smeltfase bevinden. Hierdoor kunnen materialen met een verschillend smeltpunt aan elkaar verbonden worden. Een andere theorie stelt dat beide oppervlakten zo in elkaar zijn overgegaan (plastisch in elkaar gedrukt) dat de intermoleculaire krachten de binding in stand houden.

## Toepassingen
Industriële toepassingen zijn:
- Titanium op koper
- Aluminium op staal - In de scheepsbouw (maar ook in andere industrieën) worden speciale bimetalen strippen gebruikt om onderdelen aan elkaar te verbinden die niet direct samen te lassen zijn. Deze explosiegelaste strippen zijn aan een zijde van aluminium en aan de andere zijde van staal. Men kan op die manier aluminium dekhuizen op stalen rompen lassen. Een bekend fabricaat is in dit verband Triclad.

## Geschiedenis
Tijdens de Eerste Wereldoorlog stelde men vast dat stukjes schraapsel afkomstig van een geschut vastgelast zaten aan de schilden. Later is dit verschijnsel in een laboratorium nagebootst. Pas na de Tweede Wereldoorlog is het explosielassen commercieel op grotere schaal toegepast.   